# هاینر دوپ
هاینر دوپ (آلمانی: Heiner Dopp؛ زادهٔ ۲۷ ژوئن ۱۹۵۶) بازیکن هاکی روی چمن اهل آلمان است.
وی در مسابقات کشوری و بین‌المللی در مجموع برندهٔ ۲ مدال نقره شده‌است.